# El Cata
El Cata, właściwie Edward Bello Pou – raper pochodzący z Dominikany, autor tekstów i producent muzyczny, działający na scenie muzycznej od 1999 roku. Urodził się w Prowincji Barahona, w południowej części wyspy Dominikana. Na początku swej kariery muzycznej wydał kilka promocyjnych singli, a w 2009 ukazał się jego pierwszy album studyjny – El Malo. W 2010 r. rozpoczął prace z Pitbullem i Shakirą, gdzie wystąpił gościnnie w kilku ich singlach.

## Dyskografia
- 2009 – El Malo

### Single
- 2008 – Loca Con Su Tigüere
- 2009 – Pa' la Esquinita / El Que Brilla Brilla
- 2010 – Watagatapitusberry z Pitbullem i Lil Jonem
- 2011 – Loca / Rabiosa z Shakirą